# Javelot (entreprise)
 (janvier 2025).
La mise en forme du texte ne suit pas les recommandations de Wikipédia : il faut le « wikifier ».
Les points d'amélioration suivants sont les cas les plus fréquents :
- Les titres sont pré-formatés par le logiciel. Ils ne sont ni en capitales, ni en gras.
- Le texte ne doit pas être écrit en capitales (les noms de famille non plus), ni en gras, ni en italique, ni en « petit »…
- Le gras n'est utilisé que pour surligner le titre de l'article dans l'introduction, une seule fois.
- L'italique est rarement utilisé : mots en langue étrangère, titres d'œuvres, noms de bateaux, etc.
- Les citations ne sont pas en italique mais en corps de texte normal. Elles sont entourées par des guillemets français : « et ».
- Les listes à puces sont à éviter, des paragraphes rédigés étant largement préférés. Les tableaux sont à réserver à la présentation de données structurées (résultats, etc.).
- Les appels de note de bas de page (petits chiffres en exposant, introduits par l'outil «  Source ») sont à placer entre la fin de phrase et le point final[comme ça].
- Les liens internes (vers d'autres articles de Wikipédia) sont à choisir avec parcimonie. Créez des liens vers des articles approfondissant le sujet. Les termes génériques sans rapport avec le sujet sont à éviter, ainsi que les répétitions de liens vers un même terme.
- Les liens externes sont à placer uniquement dans une section « Liens externes », à la fin de l'article. Ces liens sont à choisir avec parcimonie suivant les règles définies. Si un lien sert de source à l'article, son insertion dans le texte est à faire par les notes de bas de page.
- La présentation des références doit suivre les conventions bibliographiques. Il est recommandé d'utiliser les modèles {{Ouvrage}}, {{Chapitre}}, {{Article}}, {{Lien web}} et/ou {{Bibliographie}}. Le mode d'édition visuel peut mettre en forme automatiquement les références.
- Insérer une infobox (cadre d'informations à droite) n'est pas obligatoire pour parachever la mise en page.

Pour une aide détaillée, merci de consulter Aide:Wikification.
Si vous pensez que ces points ont été résolus, vous pouvez retirer ce bandeau et améliorer la mise en forme d'un autre article.
 (janvier 2025).
Pour les articles homonymes, voir Javelot.
Javelot est une entreprise française spécialisée dans les solutions technologiques pour le stockage des céréales et la gestion des silos agricoles. Fondée en 2018 et basée à Lille, l’objectif principal de Javelot est d’offrir aux agriculteurs et aux coopératives une gestion plus efficace, économique et durable de leurs récoltes.

## Historique
L’entreprise a été créée pour répondre aux enjeux croissants liés à la conservation des céréales, notamment face aux problématiques de gaspillage, de perte de qualité et d’efficacité énergétique. Grâce à l’utilisation des nouvelles technologies, telles que les capteurs connectés et les solutions d’analyse des données, Javelot s’est rapidement imposé comme un acteur innovant dans le domaine de l’agriculture.

## Activités et innovations
Lauréat 2023 sur la verticale verticale Agri / FoodTech du programme français French Tech 2030. Javelot propose des solutions connectées pour le suivi et l’optimisation des conditions de stockage des grains. Parmi ses produits phares, on trouve :
- Les sondes connectées : des capteurs permettant de surveiller en temps réel la température des grains stockés, afin de prévenir le développement d’insectes ou de moisissures.
- La plateforme numérique Javelot : un outil d’analyse des données qui offre une vision globale de l’état des silos et propose des recommandations pour optimiser leur gestion.
- La ventilation intelligente : une technologie permettant de contrôler les systèmes de ventilation des silos, pour réduire la consommation énergétique tout en préservant la qualité des grains.

## Engagement en faveur de l’environnement
L’entreprise met un point d’honneur à promouvoir des pratiques agricoles durables. En réduisant les besoins en traitement chimique et en optimisant les processus de stockage, Javelot contribue à limiter les émissions de gaz à effet de serre et les pertes alimentaires.

## Distinctions
Depuis sa création, Javelot a reçu plusieurs prix et distinctions pour son approche innovante et son impact dans le secteur agricole. Elle est reconnue comme un exemple de start-up qui conjugue technologie, agriculture et transition écologique.